# Omorgus varicosus
Omorgus varicosus är en skalbaggsart som beskrevs av Wilhelm Ferdinand Erichson 1843. Omorgus varicosus ingår i släktet Omorgus och familjen knotbaggar. Inga underarter finns listade i Catalogue of Life.